# 교황 율리오 2세
교황 율리오 2세(라틴어: Iulius PP. II, 이탈리아어: Papa Giulio II)는 제216대 교황(재위: 1503년 10월 31일 - 1513년 2월 21일)이다. 본명은 줄리아노 델라 로베레(이탈리아어: Giuliano della Rovere)이다. 기독교 역사가들에 의해 ‘무서운 교황’ 또는 ‘전사 교황’이라는 별명이 있으며, 재위기간 동안 활발한 대외 정책과 더불어 성 베드로 대성전의 신축 등 야심적인 대규모 건축 공사를 추진하였으며, 미켈란젤로에게 시스티나 경당의 천장화를 그릴 것을 지시하는 등 예술에 대한 애호가로도 유명하다.
교황 율리오 2세는 외국의 지배에서 해방된 강하고 독립된 교황직을 이탈리아에 정립하고자 노력했다. 우선 알렉산데르 6세 치세하에 교황령을 가문의 영지로 만들었던 체사레 보르자를 제거하였다. 체사레의 세력이 쇠약해지자 로마냐의 도시들이 자치권을 강화하여 독립하고자 했다. 법적으로만 교황령이였던 이 지역들을 직활령으로 만들고자 했던 교황 율리오 2세는 이를 허용치 않았다. 그래서 그는 직접 군대를 지휘하여 탈환하기도 하였고 캉브레 동맹 전쟁을 일으키기도 하였다. 그러나 교황령의 정치적 안정과 이탈리아반도의 독립과 통일이라는 원대한 꿈은 끝내 이루지 못하였다.

## 생애 초기
율리오 2세가 태어난 날짜에 대해서는 서로 상반되는 자료가 많다. 일부 자료에서는 그가 태어난 년도를 1453년 후반이라고 밝히고 있다. 율리오 2세, 즉 줄리아노 델라 로베레는 교황 식스토 4세(프란체스코 델라 로베레)의 조카인 라파엘로 델라 로베레 가 그리스 혈통인 아내 테오도라 마네롤라 와의 사이에서 낳은 아들이었다. 어린 시절부터 줄리아노는 삼촌인 교황을 보조하는 복사로 봉사하였다. 그는 자신의 삼촌 프란체스코 델라 로베레가 소속된 프란치스코회에서 교육을 받았는데, 당시 수도회 총장이었던 삼촌으로부터 각별한 보살핌을 받았다. 나중에 프란체스코는 줄리아노의 과학 공부를 위해 특별히 그를 라 페루즈에 있는 수도원에 보냈다. 하지만 줄리아노는 프란치스코회에 입회하지 않고 교구 사제가 되었다. 1471년 프랑스 카르팡트라의 교구장 주교로 서임되었으나, 삼촌 프란체스코가 교황 식스토 4세로 선출되면서 그의 교구장 임기는 그리 오래 가지 않았다.

## 추기경

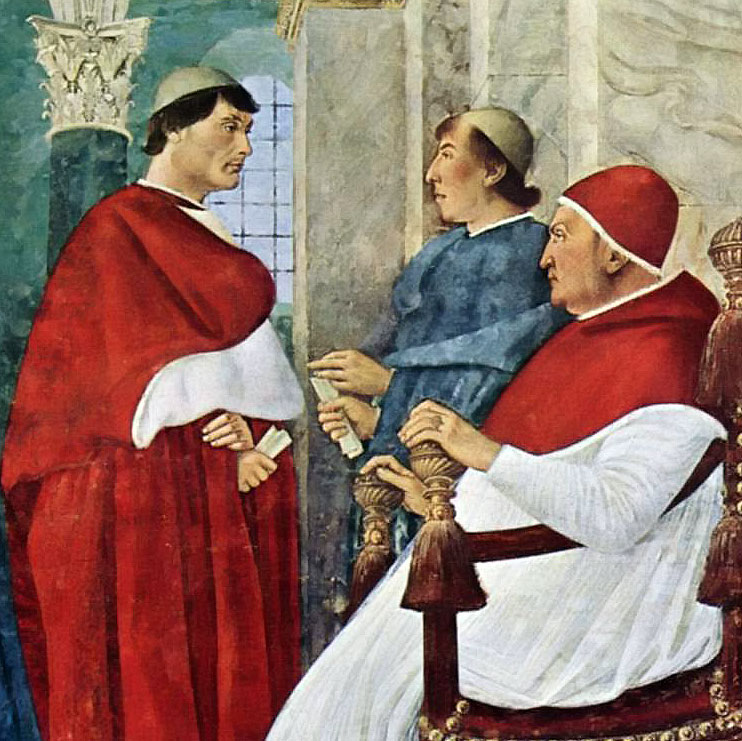
줄리아노 델라 로베레 추기경(왼쪽)과 그의 삼촌이자 후원자였던 교황 식스토 4세(오른쪽)

#### 추기경 서임
삼촌인 교황 식스토 4세(212대 1471~84)에 의해 1471년에 추기경에 서임됨과 동시에 산 피에트로 인 빈콜리 성당의 주임신부가 되었다. 가난한 집안 출신이였던 교황 식스토 4세는 자신의 출신 가문인 델라 로베레 가문의 부흥과 번영을 위해 노력하며 친족중용,족벌주의 정책을 펼쳤다. 그는 교황좌에 착좌하자마자 자신의 조카 6명을 추기경을 만들었다. 줄리아노는 추기경이 된 이후 교황인 삼촌을 배경 삼아 교회 안에서 매우 큰 영향력을 갖게 되었으며, 1472년에는 로잔, 1476년에는 쿠탕스, 그리고 아비뇽의 대교구장에 임명되는 등 여덟 개 이상의 교구장직을 두루 겸임하면서 많은 성직록을 받았다.
1480년 줄리아노는 부르군트 세습에 관해 신성 로마 제국과 프랑스 사이에서 일어난 분쟁을 해결하기 위한 교황 특사의 자격으로 프랑스로 파견되어 4년간 체류하였다. 식스토 4세가 선종하고 교황 인노첸시오 8세가 재임한 동안에도 그의 권력은 줄어들기는커녕 오히려 강화되어 갔으며, 곧 추기경단 내에서 중요한 영향력을 행사할 수 있는 능력을 갖게 되었다. 인노첸시오 8세가 교황으로 선출되는데 그가 결정적인 역할을 하였기 때문이다. 1483년경에는 줄리아노 델라 로베레에게 사생아인 딸 펠리체 델라 로베레가 태어났다.

#### 알렉산데르 6세와의 갈등
1492년 인노첸시오 8세가 선종한 후 후임 교황 자리를 놓고 당시 추기경단에서 영향력을 가지고 있던 또 한 명의 인물인 로드리고 보르자 추기경과 당연히 적수가 되어 대립하게 되었다. 하지만 결국 콘클라베에서 최종적으로 다수의 표를 획득한 인물은 로드리고 보르자 추기경이 되었는데, 그가 바로 교황 알렉산데르 6세이다. 이에 질투와 분노에 휩싸인 줄리아노 델라 로베레 추기경은 알렉산데르 6세(재위 1492~1503)가 콘클라베 당시 거액의 뇌물로 아스카니오 스포르차를 비롯한 많은 추기경들의 표를 사들였다고 주장하면서 그를 성직매매 혐의로 고발하여 그의 선출이 무효라고 주장하고 나섰다. 1494년 초에 줄리아노 추기경은 신변의 위험을 느끼고 로마 근교의 오스티아로 피신했다가, 몇 달 후에 다시 프랑스 파리로 피신하였다.

#### 샤를 8세와 이탈리아 원정
파리에서 프랑스 국왕 샤를 8세를 만나 나폴리 왕국을 정복하라고 부추겼다. 결국 1494년 9월 나폴리 왕국의 왕위 계승권을 노린 샤를 8세가 몸소 군대를 이끌고 이탈리아반도를 침공하자 줄리아노 델라 로베레는 그를 수행하여 알렉산데르 6세의 저항을 무마시키고 로마에 입성하는데 성공하였다. 그리고 알렉산데르 6세의 폐위 문제를 논의하기 위하여 공의회를 조속히 소집해야 한다는 운동을 전개하였다. 이에 위협을 느낀 알렉산데르 6세가 샤를 8세의 신하인 기욤 브리소네를 추기경에 서임하여 샤를 8세의 환심을 얻으면서 줄리아노 추기경의 계획이 무산되었다. 다시 도피하여 알렉산데르 6세가 죽을때까지 은신하며 지냈다.
훗날 줄리아노 추기경은 일단 알렉산데르 6세와 형식상 화해를 하였지만, 보르자 가문 타도의 야망은 버리지 않았다. 1503년 교황 알렉산데르 6세가 선종하고, 그의 사생아 체사레 보르자 역시 같은 시기에 병상에 누워있었다. 후임 교황을 선출하기 위해 콘클라베가 소집되었으며, 델라 로베레 추기경은 시에나의 피콜로미니 추기경을 지지하여, 그를 1503년 10월 8일 교황 비오 3세로 즉위시켰다. 그러나 비오 3세는 재위한 지 26일 만에 선종하였다.

## 교황 선출
비오 3세의 선종 이후 소집된 콘클라베에서 줄리아노 추기경은 자신이 교황으로 선출되기 위해 당시 건강이 나빠 쇠약해진 체사레 보르자에게 자금을 지원하는 등 보르자 가문에 대한 교황청의 지원 정책을 계속 이어가겠다고 약속하여 자신을 유력한 교황 후보로 지지하게끔 만들었다. 하지만 델라 로베레 추기경은 보르자와 한 약속을 지킬 생각이 전혀 없었으며, 실제로도 그는 보르자와의 약속을 전혀 지키지 않았다. 결국 뇌물과 계약이라는 두 가지 방법을 총동원하여 추기경들로부터 거의 만장일치에 가까운 표를 얻은 그는 교황직에 당선되는데 성공하였다. 델라 로베레 추기경이 교황으로 선출되는 데 채 몇 시간이 걸리지 않았으며, 그가 얻지 못한 표는 딱 두 표였다. 한 표는 자기 자신의 표였고, 나머지 한 표는 그의 라이벌이자 프랑스 왕실의 지지를 받은 조르주 당부아즈 추기경의 표였다.

## 교황

### 보르자 가문에 대한 정리
새 교황으로 선출된 줄리아노 추기경은 교황으로서 자신의 새 이름을 4세기 전의 전임자인 교황 율리오 1세의 이름을 계승하여 율리오 2세로 명명하였다. 율리오 2세는 재위 초기부터 교황청을 둘러싼 복잡한 권력 관계나 강대국들의 영향력을 일소하려는 생각을 갖고 있었다. 우선 그가 가장 먼저 추진한 일은 외교력과 군사력을 동원해 보르자 가문의 소유가 된 교황령을 되찾고 교황령내에 보르자 가문의 영향력을 지워 없애는 것이었다. 그래서 위험 인물인 체사레 보르자의 힘을 약화시킨후 제거하였다.
율리오 2세는 교황 선출 당일에 다음과 같이 선언하였다. “나는 보르자(교황 알렉산데르 6세를 가리킴)처럼 살지는 않을 것이다. 그는 거룩한 교회를 더럽혔으며, 악마의 도움을 받아 교황권을 탈취하였다. 앞으로 누구든지 보르자에 대해 두 번 다시 언급하거나 생각하는 것을 금지하며, 이를 어길 시에는 파문하겠다. 보르자의 이름과 그에 대한 기억은 영원히 잊혀져야 할 것이다. 그가 교황으로 재임했었다는 사실 자체가 잊혀지도록 모든 문서와 기념비에서 그의 이름을 지워버리고, 보르자 일족을 그린 모든 그림 역시 검은색으로 덧칠해 지워버려야 할 것이다. 그리고 보르자 일족의 모든 무덤 뚜껑을 열어 그들의 시신을 당장 스페인으로 돌려보내야 한다.” 실제로 교황궁 내에 있는 보르자 아파트는 율리오 2세 재임기부터 19세기까지 봉인된 상태로 있었다.

### 이탈리아 정책
율리오 2세는 교황으로서 자신의 영향력을 행사하여 당시 로마에서 세력이 강했던 두 귀족 가문인 오르시니 가문과 콜론나 가문을 화해시켰으며, 그들의 이익을 위한 법령을 포고하여 우호관계를 개선하기 위해 노력하였다. 또한 그는 로마의 나머지 귀족들도 자신에게 복종하게끔 만들었다.
체사레에게 영지를 빼았겼던 로마냐 지역의 영주들은 체사레의 힘이 약화된후 그들의 영지를 되찾고자 했다. 베네치아에 도움을 요청하며 그 대가로 베네치아에 복종할 것을 제안했다. 베네치아가 이 제안을 수용하면서 1503년 말에 리미니, 파엔차 외 몇 개 도시들이 베네치아의 수중으로 넘어갔다. 율리오 2세는 베네치아에게 점거한 도시들이 본래는 교황령이였음을 내세워 반환을 요구하였으나 베네치아는 거절하였다.
그러자 교황은 베네치아 공화국이 점령한 파엔차, 리미니, 그리고 기타 소도시와 요새들을 탈환하는 일을 시작하였다. 이에 베네치아 공화국이 강력하게 항의하며 저항하자, 율리오 2세는 프랑스와 신성 로마 제국과 더불어 군사 동맹을 맺고 그들의 힘을 빌려 베네치아 공화국에 맞섰다. 이는 외세의 힘을 빌려 이탈리아의 독립성을 약화시키는 위험성을 지니고 있었지만, 당면책으로서는 최상의 것이었다. 그러나 이 동맹도 결국 실제적인 영향력은 별로 없었으며, 로마냐 지방으로부터 얼마 안 떨어진 거리까지 베네치아군이 물러가게 만드는 데 그쳤다. 1506년 율리오 2세는 갑옷으로 무장하고 직접 선봉에 서서 군대를 이끌고 페루자와 볼로냐를 점령하였다.
로마가 기독교 세계의 수도로서의 영광을 되찾기 위한 르네상스 계획의 일환으로 율리오 2세는 스스로 라틴-기독교 제국을 이끌어가는 교황으로서 자신의 위엄을 마치 황제와 같이 드높여 만인에게 드러내 보이고자 많은 노력을 기울였다. 한 예로, 1507년 주님 수난 성지 주일 때 율리오 2세의 행렬에 대해 다음과 같은 기록이 전해져오고 있다. “율리오 2세가 로마에 입성하였다. … 그에게서 로마 제국의 영광과 위엄을 계승한 제2의 율리우스 카이사르의 모습과 더불어 로마의 보편 교회를 다스리는 교황으로서 그리스도의 모습을 볼 수 있었다.” 자신과 동명이인이었던 율리우스 카이사르를 모범으로 삼았던 율리오 2세는 이탈리아반도에서 야만인들을 몰아내자는 기치 아래 몸소 군대를 이끌고 전쟁을 수행하였다.

### 캉브레 동맹전쟁 (1508~1516)
1508년 율리오 2세는 프랑스의 루이 12세와 신성 로마 제국의 막시밀리안 1세, 아라곤의 페르난도 2세와 캉브레 동맹을 결성하였다. 캉브레 동맹 전쟁 또는 신성 동맹 전쟁 기간 동안 이 동맹은 베네치아 공화국에 맞서 싸웠다. 당시 이들이 베네치아 공화국에 맞서 동맹을 결성하게 된 배경에는 율리오 2세가 베네치아가 점유하고 있는 로마냐 지역을, 막시밀리안 1세 황제가 프리울리와 베네토를, 루이 12세가 크레모나를, 페르난도 2세가 풀리아주를 손에 넣기를 원하였기 때문이다.
1509년 봄에 율리오 2세는 베네치아 공화국 전역에 성무 정지 조치를 내렸다. 캉브레 전쟁 기간내내 동맹은 수시로 바뀌었다. 가령 1510년 베네치아와 프랑스는 서로 적대 관계였다가 1513년에는 동맹을 맺었다. 캉브레 동맹의 효과로 율리오 2세는 당초 계획했던 목표를 훨씬 뛰어넘는 성과를 얻었다. 1509년 5월 14일 아냐델로 전투에서의 패배로 베네치아는 사실상 이탈리아 내에서의 주권을 완전히 잃어버린 것이다.
프랑스 국왕은 물론 신성 로마 제국 황제도 당초 교황의 목적을 달성하는 수준으로 만족하지 못하고 더 큰 것을 원하였다. 이에 율리오 2세는 지금까지 자신의 동맹자였던 프랑스 국왕이 이탈리아에 대해 큰 영향력을 행사할 것을 경계하여 베네치아 공화국과 손을 잡고 협정을 맺어 프랑스에 적대할 필요성을 느끼게 되었다. 1510년 초에 베네치아 공화국은 공손하게 율리오 2세에게 용서를 구해 사죄를 받았다. 그리고 얼마 지나지 않아 프랑스는 율리오 2세로부터 성무 정지 조치를 받게 되었다.
한편 루이 12세는 1510년 9월 프랑스 투르에서 시노드 소집을 요청하여 반격에 나섰다. 프랑스 주교단은 교황에게의 순명을 거부할 뿐만 아니라, 막시밀리안 1세의 협조를 얻어 율리오 2세를 조속히 폐위시키기로 결의하였다. 이러한 목적을 이루기 위하여 1511년 11월 피렌체가 통치하고 있는 피사에서 공의회가 소집되었다. 이에 대해 교황은 분노하였고 피사 공의회 개최를 수용한 피렌체에 성무정지를 선언했다. 율리오 2세는 페르난도 2세 및 베네치아 공화국과 함께 1511년 신성 동맹을 창설하여 프랑스에 대항하였다. 얼마 후, 헨리 8세와 막시밀리안 1세도 대(對)프랑스 동맹인 신성 동맹에 가담하였다. 여기에 더해, 율리오 2세는 피사 공의회에 맞서 1512년 로마에서 제5차 라테라노 공의회를 소집하였다.
메디치 가문의 피렌체 통치권 회복
1512년 8월, 교황군은 신성동맹군과 합세하여 프랑스를 이탈리아에서 몰아내는데 성공한다. 이후 동맹국들이 만토바에 모여서 향후 이탈리아에서의 문제를 논의하였다. 이때 지난 1511년에 피사 공의회를 개최하였던 피렌체에 대해 응징을 결의하였다. 결의에 따라 조반니 추기경(훗날 교황 레오 10세)이 이끄는 교황군과 라몬 데 가르도나가 이끄는 스페인군이 1512년 8월하순에 볼로냐를 출발하여 8월 29일에 피렌체 공화국의 영지인 프라토(Prato)를 정벌하였다.
프라토는 수도 피렌체에서 북서쪽으로 약 16km 떨어진 도시로, 프라토 함락소식을 접한 피렌체의 메디치 가(家) 지지자들이 정권퇴진을 요구하는 시위를 벌였다. 시위가 거칠어지던중 교황군 지휘관인 조반니 추기경으로부터 항복을 종용하는 서신이 도착하자 피렌체의 수상은 사임을 하고 망명을 떠났다. 9월 1일, 조반니 추기경은 1,500명의 교황군을 이끌고 피렌체에 무혈입성하였다. 이로써 18년만에 메디치 가문이 다시 피렌체의 통치권을 회복하게 되었다.

### 헨리 8세의 관면혼
1503년 12월 율리오 2세는 잉글랜드 왕국의 헨리 왕자(훗날 헨리 8세)가 아라곤의 캐서린 공주와 혼인하는 것을 특별히 허락해 주었다. 캐서린은 본래 헨리의 형이었던 아서 튜더와 혼인하였지만, 약 5개월만에 아서가 사망하여 미망인이 되었다. 캐서린은 아서 왕자와 같은 침대에서 잠을 잔것은 사실이나 정상적인 초야가 치루어진적은 없었기에 그가 사망할 때까지 총 6개월 동안 처녀로 머물러 있었다고 주장하였다. 이것이 받아들여졌던 것이다. 그러나 20년여년이 흐른 후, 헨리 8세는 캐서린과 사이에서 아들을 얻지 못하자 혼인을 무효화하고 앤 불린과 결혼을 하려고 시도하였다. 그러나 교황 클레멘스 7세가 이를 거절하자, 헨리 8세는 가톨릭교회와 결별하고 영국 성공회를 창설하였다.

### 스위스 근위대 창설(1506년)
율리오 2세는 즉위후 교황청 근위대를 창설하기 위해서 스위스 연방에 스위스 출신 용병을 로마로 보내달라고 요청하였다. 1506년 1월 22일, 카스퍼 폰 시레넨이 이끄는 첫 파견대 150명의 스위스 출신 병사들이 로마에 입성하였다. 이로 인해 로마 교황청 근위대 창설날짜는 공식적으로 1월 22일로 지정되었다. 교황 율리오 2세가 즉위후 신변안전에 많은 위협이 있었다. 당시 로마에는 1503년에 사망한 교황 알렉산데르 6세의 출신 가문인 보르자 가문의 추종자들이 많이 있었기 때문이다. 신임 교황 율리오 2세는 즉위 직후부터 알렉산데르 6세에 대해 강하게 비판하며 적폐청산을 강력하게 추진했다. 개혁에 대한 반발로 인하여 여러 위험이 감지되자 율리오 2세는 바티칸에서의 안전한 생활을 위해서 믿을만한 용병들로 이루어진 새로운 근위대창설을 추진하였던 것이다.

## 죽음
율리오 2세는 로마를 포함한 교황령의 정치적 안정과 독립을 획득함으로써 교황의 권위를 강화하는데 성공하였지만, 이탈리아반도의 독립과 통일의 꿈은 끝내 이루지 못한 채 선종하였다. 1513년 2월 21일 고열증세로 사망하였기 때문에 수년간 앓아오던 매독을 사인으로 보고 있다. 추기경 시절에 이미 사생아가 있었으나 동성애자였던 교황 율리오 2세의 연인은 비서였던 프란체스코 알리도시 추기경과 미켈란젤로였다.
많은 사람이 흔히 저지르는 오류가 산 피에트로 인 빈콜리 성당 안에 있는 이른바 미켈란젤로가 만든 교황 율리오 2세의 무덤이라고 불리는 거대한 석조물에 실제로 율리오 2세의 시신이 안치되었다고 생각하는 것이다. 실제 이 무덤을 만들었을 당시 초창기에는 새로 신축될 성 베드로 대성전 안에 놓기 위해 계획되었지만, 1545년까지 완성하지 못한 데다가 세월이 흐르면서 원래 계획했던 것보다 크게 규모도 축소되었다. 결국 율리오 2세의 시신은 미켈란젤로가 만든 무덤 안에 매장되지 못하고, 성 베드로 대성전 안에 그대로 매장되었다.
율리오 2세의 유해는 1527년 로마 약탈 당시 그의 삼촌인 식스토 4세의 유해와 더불어 훼손되었다. 오늘날 율리오 2세와 식스토 4세의 유해는 성 베드로 대성전 안에 있는 교황 클레멘스 10세 기념비 앞에 있는 바닥에 나란히 안장되어 있다. 안장되어 있는 장소에는 대리석으로 만든 소박한 묘비만이 있다.

## 영향과 평가

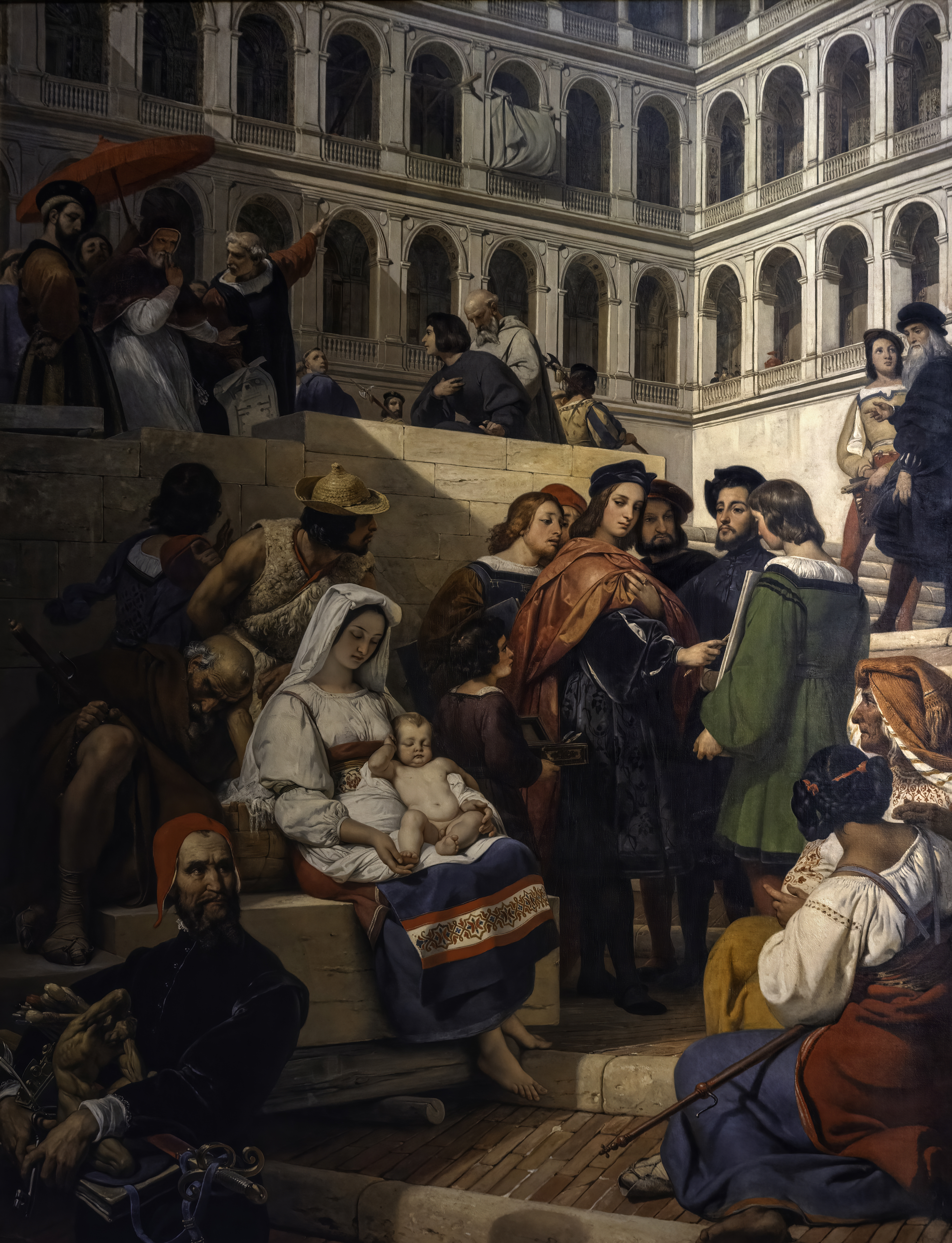
라파엘로의 작업을 지켜보는 율리오 2세

### 예술 후원
율리오 2세는 활발한 전쟁 활동과 더불어 정치가스러운 인상을 주지만, 예술과 문학에 대한 후원 활동으로도 널리 알려져 있다. 그의 재임 시기는 전성기 르네상스와 정확히 일치한다. 그는 사망할 때까지 로마 시를 아름답게 꾸며 그 가치를 높이는 일에 앞장섰다. 1506년 율리오 2세는 성 베드로 대성전의 신축을 지시하여 머릿돌을 놓았다.
특히 그는 브라만테와 미켈란젤로, 라파엘로와는 절친한 사이면서 그들의 후원자였다. 율리오 2세의 후원을 받아 그들은 바티칸의 여러 가지 굵직한 예술 계획들에 참여하였다. 특히 시스티나 경당의 천장화를 비롯하여 미켈란젤로가 만든 위대한 작품들 가운데는 율리오 2세의 지시로 만들어진 것이 적지 않다.
미켈란젤로가 율리오 2세의 동상을 만들때 있었던 일화가 하나 전해지고 있다. 교황은 1506년 볼로냐 정복 성공을 기념하기 위하여 자신의 동상제작을 미켈란젤로에 의뢰하였다. 이때 미켈란젤로는 손에 성경을 들고 있는 모습을 제안하였다. 그러자 율리오 2세는 성경 대신 칼을 잡고 있는 모습으로 바꾸라고 요구하였다. 교황 자신은 학자가 아니라는 이유때문이였다. 전사 교황다운 이야기다. 이 동상의 크기는 4.2미터였으며 볼로냐 산 페트로니아 성당 정문 위에 있었다. 그러나 불행히도 1511년 5월에 발생한 시민반란으로 파괴되어 현재는 존재하지 않는다.

### 수염
율리오 2세는 보통 라파엘로가 그린 초상화에서처럼 턱수염을 기른 모습으로 묘사된다. 하지만 정작 율리오 2세 본인은 1511년 6월 27일부터 1512년 3월까지 볼로냐를 교황령으로 탈환하려는 전투 중에 사망한 병사들의 죽음을 애도하기 위한 표시로 잠시 수염을 기른 것 뿐이었다. 그렇지만 그는 13세기 교회법으로 금지한 이래, 고대의 전통대로 수염을 기른 최초의 교황으로 기록되었다. 율리오 2세는 사망하기 전에 다시 한 번 자신의 턱수염을 면도하였으며, 뒤이어 교황직에 선출된 그의 후임자들은 모두 깔끔하게 면도하였다. 하지만 교황 클레멘스 7세는 1527년 로마 약탈을 겪고 사망자들과 피해를 입은 시민들을 애도하기 위한 표시로 다시 수염을 길렀다. 그 때부터 1700년 교황 인노첸시오 12세가 선종할 때까지 모든 교황이 수염을 기르기 시작했다.

## 가족 관계
율리오 2세는 교황으로 선출되기 전에 이미 3명의 사생아를 두고 있었다. 그의 딸로 알려진 인물은 펠리체 델라 로베레이며, 1483년에 태어났다. 폼페오 리타는 펠리체의 두 딸인 줄리아와 클라리체가 사실은 율리오 2세의 딸들이었을지도 모른다는 가설을 제시하였다. 펠리체의 모친은 루크레치아 노르마니이며, 옛 로마 귀족 가문의 딸이었다. 펠리체가 태어난 지 얼마 지나지 않아, 율리오 2세는 루크레치아와 베르나르디노 데 쿠피스의 혼인을 주선하였다. 베르나르디노는 율리오 2세의 사촌인 지롤라로 바소 델라 로베레 추기경의 저택을 설계한 마에스트로였다.